# سهيل (نجم)
ويكيبيديا في علم الفلك، سُهَيْل أو سُهيل الجنوبي تمييزا عن النجوم التي تحمل نفس الاسم، هو الاسم العربي لنجم ألفا الجؤجؤ  (بالإنجليزية: Alpha Carinae أو α Carinae، وهي تسمية باير)‏، واسمه اللاتيني كانوبوس (باللاتينية: Canopus)، وهو ألمع نجم في مجموعة النجوم المكونة لكوكبة الجؤجؤ، وثاني ألمع نجم في السماء ليلًا بعد الشعرى اليمانية، ويأتي بعده مباشرة في الترتيب السماك الرامح طبقا لقائمة ألمع النجوم. سهيل نجم عملاق ساطع أبيض مصفر اللون من نجوم النسق الأساسي من النوع A، قدرة الظاهري -0.72. ويقع على مسافة 310 سنة ضوئية من الأرض.

## معنى كلمة سهيل في اللغة العربية
كلمة سهيل في المصطلح اللغة العربية بمعنى: الوزن، وسيم، لامع، النبيل، المجيد، من السهل الجارية، في سهولة وسلمية وتصغير لكلمة سهل، ويشير أيضا إلى عدة نجوم ساطعة.

## التسمية الرسمية
في مايو 2016، أنشئ الاتحاد الفلكي الدولي فريق عمل الاتحاد الفلكي الدولي على أسماء النجوم لفهرسة وتوحيد الأسماء الخاصة للنجوم. للمجتمع الفلكي الدولي. . النشرة الأولى لفريق عمل الاتحاد الفلكي الدولي نشرت في في يوليو 2016 وقد أختار الفريق أسم كانوبوس (Canopus) لنجم سهيل ومدرج الآن في فهرس الاتحاد الفلكي الدولي للأسماء النجوم.

### أسماء أخرى
نجم سهيل اليماني مدرج في فهرس ييل للنجوم الساطعة تحت اسم HR 2326 وفي فهرس هنري درابر يحمل التسمية HD 45348 وفي فهرس هيباركوس HIP 30438. جون فلامستيد لم يرقم هذا النجم الجنوبي، ولكن بنجامين جولد منحة الرقم 7 (7 G. Carinae)
ويشير الشاعر الكهنوتي المصري في زمن تحتمس الثالث لنجم سهيل بأسم كاربانا Karbana، «النجم الذي يصب نوره في ومضة نار، عندما يتشتت ندى الصباح». وفي علم الفلك وعلم التنجيم الهندوسي القديم، يدعى سهيل «أغاستي». وفي اللغة الإنجليزية يسمى أحيانا Soheil أو Soheila وفي التركية Süheyl أو Süheyla، وهذه التسميات مشتقة من الاسم العربي سهيل.

## بوادر ظهوره
تسهل مشاهدة نجم سهيل من نصف الكرة الأرضية الجنوبي.، أما في النصف الشمالي فيظهر في أواخر الصيف باتجاه الجنوب، وأحسن الفترات لرصده وسط فصل الشّتاء.أما في الجزيرة العربية تقع ضمن نطاقه فلا يظهر في سمائها باتجاه الجنوب إلا في أواخر شهر أغسطس/ آب، وتحديداً في الرابع والعشرين منه، ظهوره بداية التغير الفصلي وانتهاء ريح السموم.
وبالحساب الفلكي يعتبر اليوم 25 أغسطس يوم دخول نجم سهيل. ويعتبر ظهور نجم سهيل علامة على نهاية الصيف وبرودة الجو.

## فوائده
يعتبرالعرب نجم سهيل من أكثر النجوم التي يحرص العرب وغيرهم على متابعته وعلى وجه الخصوص في الجزيرة العربية، وله اهتمام خاص منذ القدم بظهوره. ففي مصر قديما كان يستدل عليه للإبحار إلى منارة فاروس التي كانت موجود في العصور القديمة في مدينة الإسكندرية، وكان بعض من يعيشون في الصحراء يسمون نجم سهيل بسفينة الصحراء. وكانت العرب تتغنى بنجم سهيل وتذكره في أشعارها، كما يقول أبو العلاء المعري (363 هـ - 449 هـ)، (973 -1057م):
أما عن الحاضر فقد اتخذته وكالة الفضاء الإمريكية ناسا وسيلة من وسائل تحديد الملاحة الفضائية، حيث من خلال تحديد موقع نجم سهيل يتم تحديد ثم توجيه بعض السفن والمركبات الفضائية إلى مساراتها البعيدة عن الكون. وهو يعتبر ثاني أكبر نجم مضيء يمكن ان يرى بالعين المجردة وجد لحد الآن حيث ان النجم الأول هو الشعرى اليمانية أشد نجوم السماء سطوعا لنا على الأرض.
ليس من السهولة رؤيته شمال خط عرض 37 درجة في نصف الكرة الأرضية الشمالي، فهو من نجوم النصف الجنوبي من السماء.
محور حركة المبادرة الأرضية سوف ينقل نجم سهيل ضمن حدود 10 درجات من القطب السماوي الجنوبي حولي العام 14000 م

## عمره
تم تصنيف نجم سهيل من النجوم ذوات العمر القصير وقد حسب العلماء عمر نجم سهيل تقديريا فبلغ مقدار عمره 27 مليون سنة، حيث يعتبر تحت الحد الذي تنفجر عنده النجوم لتتحول إلى ثقب أسود.

## خصائصه
قبل إطلاق التلسكوب الفضائي هيباركوس، تفاوتت تقديرات المسافة للنجم، من 96 سنة ضوئية إلى 1200 سنة ضوئية. المسافة الأخيرة كانت صحيحة، سهيل من أكثر النجوم المضيئة في مجرتنا. تلسكوب هيباركوس اخطأ في رصد المسافة حين اعطى 310 سنة ضوئية (96 فرسخ). هذا يعتمد على قياس التزييح سنة 2007 من 10.43 ± 0.53 دقيقة قوسية. تم تصنيف نوع طيف سهيل (MK) A9 II على الرغم من أنه قد صنف أيضا F0Ib (تشير (Ib) إلى انه نجم عملاق أقل ضياء) أو F0II. هذه النجوم نادرة وغير مفهومة. هي نجوم يمكن أن تكون إما في عملية التطوير أو بعيدا عن وضع العملاق الأحمر. ما جعل صعوبة في معرفة قدر الإشراق الحقيقي للنجم. القياس المباشر من الأرض هو السبيل الوحيد لحل المشكلة لكن نجم سهيل بعيدا جدا لإستعمال طريقة التزييح، لذلك لم يعرف البعد حتى اواخر التسعينيات.
درجة الحرارة الفعالة لسهيل تم قياسها في حدود 6.998 كلفن.واستخدام قياس التداخل المديد القاعدة لحساب قطره الزاوي عند 6.9 ميزر جنبا إلى جنب مع المسافة التي حسبها القمر هيباركوس، وهذة القياسات ترجح أن قطر سهيل أكبر بحوالي 71 مرة من قطر الشمس. وإذا تم وضع سهيل في مركز النظام الشمسي، فإنه يمتد إلى 90٪ من مدار كوكب عطارد.
نجم سهيل مصدر قوي للأشعة X، والتي من المحتمل أنها تصدر عن طريق الهالة المحيطة به، ساخنة مغناطيسيا إلى حوالي 15 مليون كلفن. على الأرجح درجة الحرارة حفزت عن طريق دورانه السريع والحمل الحراري القوي المترشح من خلال الطبقات الخارجية. درجة حرارة سطحه باردة جدا حتى يتسنى رصد الأشعة السينية.
|  |  |

## نجم سهيل في الجزيرة العربية
ينتظر أبناء الجزيرة العربية منذ القدم بمطالع نجم سهيل والنظر فيها ومعرفة المنازل التي يستقر فيها، وذلك لارتباطها بحياتهم اليومية في الليل والنهار، فهم يعرفون من خلالها تحسن الجو وانتهاء فصل الصيف.
ينقسم نجم سهيل إلى أربعة منازل تبدأ بالطرفة ومدتها 13 يوم تبدأ من 24 أغسطس ويكون الجو فيها دافئ ورطب في الليل مع ارتفاع درجات الحرارة في النهار، ثم الجبهة والتي أيضا تمتد لمدة 13 يوم، وفيها يدخل فصل الخريف تبدأ من 6 سبتمبر، وتزداد الرطوبة وتتشكل الضباب، تليها الزبرة وتستمر لمدة 13 يوم تبدأ من 20 سبتمبر ويتساوى فيها الليل بالنهار، ثم يأخذ الليل بالزيادة، وأخير موسم الصرفة ويبدأ من 3 أكتوبر وسمي بهذا لانصراف الحر.

## سهيل في الشعر العربي
يبتهج كل من يهتم بالمتغيرات التي تصاحب ظهور نجم سهيل برؤيته، خاصة أهل المقناص، إذ يبشر طلوعه بانتهاء حرّ القيظ الذي طال أمده. وكما قال الشاعر:
سهيل نجمه قد له أيام شفناه
واقفى سموم القيظ وأقبل براده
راعي الولع يفرح ليا حل طرياه

تمضي لياليّه سرور وسعاده
وعن وقت ظهوره ذكر الخلاوي: 
والى مضى خمس وعشرين ليله
يطلع لك المرزم كقلب الذيب
والى مضى خمس وعشرين ليله
يطلع سهيل مكذب الحسيب
والى مضى خمس وعشرين ليله
تلقا الجوازي طردهن تعيب
تلقى الجوازي ما تناظر مقيله
ليله نهار وتجتلد وتليب
والى مضى خمس وعشرين ليله

لا تامن الما صيبه صبيب

## الإرث الحديث
يظهر سهيل على علم البرازيل، ويرمز إلى ولاية غوياس البرازيلية. وتم تسمية غواصتين تابعة للبحرية الأمريكية بأسم كانوبوس، الأولى خدمت من 1922 إلى 1942، والثانية من 1965 إلى 1994.